# Хан Мьон У
Хан Мьон У (кор. 한명우; нар. 12 листопада 1956) — південнокорейський борець вільного стилю, чемпіон Азійських ігор, чемпіон Олімпійських ігор.

## Життєпис
На дорослому рівні дебютував на чемпіонаті світу 1982 року, посівши там дев'яте місце. У 1984 на Лос-Анджелеській Олімпіаді став шостим. Наступного року на чемпіонаті світу 1985 теж посів шосте місце. Ще через рік на домашніх Азійських іграх в Сеулі став переможцем. Найбільшого успіху у своїй кар'єрі 31-річний на той час Хан Мьон У досяг теж на домашніх Олімпійських іграх в Сеулі, ставши там олімпійським чемпіоном. У фіналі Сеульської Оімпіади переміг представника Туреччини Неджмі Генчалпа.

## Спортивні результати на міжнародних змаганнях

### Виступи на Олімпіадах
| Змагання                    | Збірна         | Вагова категорія          | Місце  |
| --------------------------- | -------------- | ------------------------- | ------ |
| Літні Олімпійські ігри 1984 | Південна Корея | вільна боротьба, до 74 кг | 6      |
| Літні Олімпійські ігри 1988 | Південна Корея | вільна боротьба, до 82 кг | Золото |

### Виступи на Чемпіонатах світу
| Змагання                        | Збірна         | Вагова категорія          | Місце |
| ------------------------------- | -------------- | ------------------------- | ----- |
| Чемпіонат світу з боротьби 1982 | Південна Корея | вільна боротьба, до 74 кг | 9     |
| Чемпіонат світу з боротьби 1985 | Південна Корея | вільна боротьба, до 74 кг | 6     |

### Виступи на Азійських іграх
| Змагання           | Збірна         | Вагова категорія          | Місце  |
| ------------------ | -------------- | ------------------------- | ------ |
| Азійські ігри 1986 | Південна Корея | вільна боротьба, до 74 кг | Золото |